# 1964 NBA Draft
Draft w 1964 przyniósł NBA nową gwiazdę, Willisa Redda (wybrany w 2 rundzie z 10 numerem), który zdobył między innymi dwa mistrzostwa NBA,  zgarniając nagrodę dla najbardziej wartościowego zawodnika finałów. Znalazł się także na liście NBA’s 50th Anniversary All-Time Team.

## Runda pierwsza
| Nr | Zawodnik        | Narodowość | Drużyna NBA            | College/Klub  |
| -- | --------------- | ---------- | ---------------------- | ------------- |
| 1  | Jim Barnes      | USA        | New York Knicks        | Texas Western |
| 2  | Joe Caldwell    | USA        | Detroit Pistons        | Arizona State |
| 3  | Gary Bradds     | USA        | Baltimore Bullets      | Ohio State    |
| 4  | Lucious Jackson | USA        | Philadelphia 76ers     | Pan American  |
| 5  | Walt Hazzard    | USA        | Los Angeles Lakers     | UCLA          |
| 6  | Jeff Mullins    | USA        | Saint Louis Hawks      | Duke          |
| 7  | Barry Kramer    | USA        | San Francisco Warriors | NYU           |
| 8  | George Wilson   | USA        | Cincinnati Royals      | Cincinnati    |
| 9  | Mel Counts      | USA        | Boston Celtics         | Oregon State  |

## Runda druga
| Nr | Zawodnik         | Narodowość | Drużyna NBA            | College/Klub  |
| -- | ---------------- | ---------- | ---------------------- | ------------- |
| 10 | Willis Reed      | USA        | New York Knicks        | Grambling     |
| 11 | Les Hunter       | USA        | Detroit Pistons        | Loyola        |
| 12 | Paul Silas       | USA        | Saint Louis Hawks      | Creighton     |
| 13 | Ira Harge        | USA        | Philadelphia 76ers     | New Mexico    |
| 14 | Cotton Nash      | USA        | Los Angeles Lakers     | Kentucky      |
| 15 | Howard Komives   | USA        | New York Knicks        | Bowling Green |
| 16 | Bud Koper        | USA        | San Francisco Warriors | Oklahoma City |
| 17 | Bill Chmielewski | USA        | Cincinnati Royals      | Dayton        |
| 18 | Ron Bonham       | USA        | Boston Celtics         | Cincinnati    |